# Eperjes (Ungheria)
Eperjes è un comune dell'Ungheria di 697 abitanti (dati 2001). È situato nella contea di Csongrád-Csanád.
Fino al 1954 ebbe nome di Kiskirályság.